# 吉姆·馬特森
吉姆·馬特森（Jim Matheson；1960年3月21日—）是美國的一位政治人物。吉姆·馬特森在2001年至2013年擔任猶他州第二國會選區的美國眾議院議員，2013年至2015年擔任猶他州第四國會選區眾議員。他的黨籍是民主黨。馬特森當時是猶他州唯一的一位民主黨眾議員，並且比其他民主黨議員更傾向共和黨。2013年12月17日，他宣布不會尋求在2014年連任。